# 北安普頓縣 (賓夕法尼亞州)
北安普頓縣（英語：Northampton County）是美国宾夕法尼亚州東部的一個縣，東隔德拉瓦河與新泽西州相望，面積977平方公里。根據2020年美國人口普查，共有人口31萬2,951人。縣治伊斯頓。該縣成立於1752年3月11日，縣名來自英国的同名郡，是威廉·佩恩的親家、龐佛烈伯爵的封地。